# Ministrowie obrony Australii
Australijski minister obrony (en. Minister for Defence) odpowiada za całokształt polityki obronnej Australii. Urząd ten powstał w 1901 r. i przetrwał do roku 1939, kiedy to po wybuchu II wojny światowej podzielono go na ministerstwa armii, lotnictwa, marynarki wojennej oraz nadzorujące je ministerstwo koordynacji obrony. Resort obrony przywrócono w 1942 r. Resorty armii, lotnictwa i marynarki wojennej przetrwały do 1973 r.

## Ministrowie obrony
- 1901 – 1901: James Dickson
- 1901 – 1901: John Forrest
- 1901 – 1903: James Drake
- 1903 – 1904: Austin Chapman
- 1904 – 1904: Anderson Dawson
- 1904 – 1905: James Whiteside McCay
- 1905 – 1907: Thomas Playford II
- 1907 – 1908: Thomas Ewing
- 1908 – 1909: George Pearce
- 1909 – 1910: Joseph Cook
- 1910 – 1913: George Pearce
- 1913 – 1914: Edward Millen
- 1914 – 1921: George Pearce
- 1921 – 1923: Walter Massy-Greene
- 1923 – 1925: Eric Bowden
- 1925 – 1927: Neville Howse
- 1927 – 1929: Thomas William Glasgow
- 1929 – 1931: Albert Green
- 1931 – 1931: John Daly
- 1931 – 1932: Ben Chifley
- 1932 – 1934: George Pearce
- 1934 – 1937: Archdale Parkhill
- 1937 – 1937: Joseph Lyons
- 1937 – 1938: Harold Thorby
- 1938 – 1939: Geoffrey Street

## Ministrowie koordynacji obrony
- 1939 – 1941: Robert Menzies
- 1941 – 1942: John Curtin

## Ministrowie armii
- 1939 – 1940: Geoffrey Street
- 1940 – 1941: Percy Spender
- 1941 – 1946: Frank Forde
- 1946 – 1949: Cyril Chambers
- 1949 – 1955: Josiah Francis
- 1955 – 1956: Eric Harrison
- 1956 – 1963: John Cramer
- 1963 – 1966: Jim Forbes
- 1966 – 1968: Malcolm Fraser
- 1968 – 1969: Philip Lynch
- 1969 – 1972: Andrew Peacock
- 1972 – 1972: Robert Katter
- 1972 – 1973: Lance Barnard

## Ministrowie lotnictwa
- 1939 – 1940: James Fairbairn
- 1940 – 1941: John McEwen
- 1941 – 1949: Arthur Drakeford
- 1949 – 1949: Thomas White
- 1951 – 1951: Philip McBride
- 1951 – 1954: William McMahon
- 1954 – 1956: Athol Townley
- 1956 – 1960: Frederick Osborne
- 1960 – 1961: Harrie Wade
- 1961 – 1963: Les Bury
- 1963 – 1964: Jim Forbes
- 1964 – 1968: Peter Howson
- 1968 – 1969: Dudley Erwin
- 1969 – 1972: Thomas Drake-Brockman
- 1972 – 1973: Lance Barnard

## Ministrowie marynarki wojennej
- 1915 – 1917: Jens Jensen
- 1917 – 1920: Joseph Cook
- 1920 – 1921: William Laird Smith
- 1939 – 1940: Frederick Stewart
- 1940 – 1940: Archie Cameron
- 1940 – 1941: Billy Hughes
- 1941 – 1946: Norman Makin
- 1946 – 1946: Arthur Drakeford
- 1946 – 1949: William Riordan
- 1949 – 1951: Josiah Francis
- 1951 – 1951: Philip McBride
- 1951 – 1954: William McMahon
- 1954 – 1955: Josiah Francis
- 1955 – 1956: Eric Harrison
- 1956 – 1956: Neil O’Sullivan
- 1956 – 1958: Charles Davidson
- 1958 – 1963: John Gorton
- 1963 – 1964: Jim Forbes
- 1964 – 1966: Fred Chaney Starszy
- 1966 – 1968: Don Chipp
- 1968 – 1969: Bert Kelly
- 1969 – 1971: James Killen
- 1971 – 1972: Malcolm Mackay
- 1972 – 1973: Lance Barnard

## Ministrowie zaopatrzenia i rozwoju
- 1939 – 1940: Richard Casey
- 1940 – 1940: Frederick Stewart
- 1940 – 1941: Philip McBride
- 1941 – 1941: George MacLeay
- 1941 – 1942: Jack Beasley

## Ministrowie zaopatrzenia i budownictwa okrętowego
- 1942 – 1945: Jack Beasley
- 1945 – 1948: William Ashley

## Ministrowie zaopatrzenia i rozwoju
- 1948 – 1949: John Armstrong
- 1949 – 1950: Richard Casey

## Ministrowie zaopatrzenia
- 1950 – 1958: Howard Beale
- 1958 – 1958: Athol Townley
- 1958 – 1961: Alan Hulme
- 1961 – 1966: Allen Fairhall
- 1966 – 1968: Denham Henty
- 1968 – 1971: Kenneth Anderson
- 1971 – 1972: Victor Garland
- 1972 – 1973: Lance Barnard
- 1973 – 1974: Kep Enderby

## Ministrowie amunicji
- 1940 – 1940: Robert Menzies
- 1940 – 1941: Philip McBride
- 1941 – 1946: Norman Makin
- 1946 – 1946: John Dedman
- 1946 – 1948: John Armstrong

## Ministrowie produkcji lotniczej
- 1941 – 1941: John Leckie
- 1941 – 1945: Donald Cameron
- 1945 – 1946: Norman Makin
- 1946 – 1946: John Dedman

## Ministrowie produkcji wojskowej
- 1951 – 1956: Eric Harrison
- 1956 – 1958: Howard Beale
- 1958 – 1958: Athol Townley

## Ministrowie obrony
- 1942 – 1945: John Curtin
- 1945 – 1946: Jack Beasley
- 1946 – 1946: Frank Forde
- 1946 – 1949: John Dedman
- 1949 – 1950: Eric Harrison
- 1950 – 1958: Philip McBride
- 1958 – 1963: Athol Townley
- 1963 – 1964: Paul Hasluck
- 1964 – 1966: Shane Paltridge
- 1966 – 1969: Allen Fairhall
- 1969 – 1971: Malcolm Fraser
- 1971 – 1971: John Gorton
- 1971 – 1972: David Fairbairn
- 1972 – 1975: Lance Barnard
- 1975 – 1975: Bill Morrison
- 1975 – 1982: James Killen
- 1982 – 1983: Ian Sinclair
- 1983 – 1984: Gordon Scholes
- 1984 – 1990: Kim Beazley
- 1990 – 1996: Robert Ray
- 1996 – 1998: Ian McLachlan
- 1998 – 2001: John Moore
- 2001 – 2001: Peter Reith
- 2001 – 2006: Robert Murray Hill
- 2006 – 2007: Brendan Nelson
- 2007 – 2009 Joel Fitzgibbon
- 2009 – 2010 John Faulkner
- 2010 – 2013 Stephen Smith
- 2013 – 2014 David Johnston
- 2014 – 2015 Kevin Andrews
- 2015 – 2018 Marise Payne
- 2018 – 2019 Christopher Pyne
- 2019 – 2021 Linda Reynolds
- 2021 – 2022  Peter Dutton
- 2022 – Richard Marles[1]

## Ministrowie wsparcia obrony
- 1982 – 1983: Ian Viner
- 1983 – 1984: Brian Howe

## Ministrowie techniki wojskowej i personelu
- 1987 – 1989: Ros Kelly
- 1989 – 1990: David Simmons
- 1990 – 1993: Gordon Bilney
- 1993 – 1994: John Faulkner
- 1994 – 1996: Gary Punch

## Ministrowie przemysłu zbrojeniowego, nauki i personelu
- 1996 – 1998: Bronwyn Bishop

## Ministrowie nauki obronnej i personelu
- 2007 – : Warren Snowdon